# Aïn Nehala
Aïn Nehala est une commune de la wilaya de Tlemcen en Algérie.

## Géographie

### Situation
Le territoire de la commune d'Aïn Nehala est situé au nord-est de la wilaya de Tlemcen. Son chef-lieu, Aïn Nehala, est situé à environ 38 km à vol d'oiseau au nord-est de Tlemcen.
| Sidi Abdelli | Aoubellil (Wilaya d'Aïn Témouchent) | Sidi Daho des Zairs (Wilaya de Sidi Bel Abbès) |
| Sidi Abdelli | Aïn Nehala                          | Hassi Zahana (Wilaya de Sidi Bel Abbès)        |
| Sidi Abdelli | Aïn Tallout                         | Ben Badis (Wilaya de Sidi Bel Abbès)           |

### Localités de la commune
En 1973, la commune d'Aïn Nehala est constituée à partir des localités suivantes :
- Aïn Nehala (chef-lieu)
- Aïn Nekrouf
- Ouled Salah
- Ramla